# Coptocercus tricolor
Coptocercus tricolor är en skalbaggsart som beskrevs av Wang 1995. Coptocercus tricolor ingår i släktet Coptocercus och familjen långhorningar. Inga underarter finns listade i Catalogue of Life.